# Ach-Charqiya (Oman)

Ach-Charqiya

Pour les articles homonymes, voir ach-Charqiya.
La région d'Ach-Charqiya (arabe : الشرقية) était une région de l'Est du Sultanat d'Oman. Sa capitale était Sour.

Wadi Bani Khalid, une destination touristique de la région

La réforme du 28 octobre 2011 l’a scindée en deux gouvernorats : Ach-Charqiya du Sud et Ach-Charqiya du Nord.

## Principaux centres d'intérêt touristique
- Bimmah Sinkhole ou Hawiyat Najm Park,
- Qaran, Wadi Shab,
- Tiwi & Wadi Tiwi, Qalhat,
- Ras al-Jinz/Junayz, Ras al-Hadd,
- Al-Ashkarah,
- Jalan Bani Bu Hassan & Jalah Bani Bu Ali,
- Al Kamil, Wadi Bani Khalid,
- Gaylah,
- Waddi Khabbah & Wadi Tayein,
- Al Mintirib,
- (Sharqiya) Wahiba Sands,
- Ibra,
- Sinaw,
- Masirah, Hilf